# Gioacchino Cocchi
Gioacchino Cocchi (Pàdua o Nàpols, 1715 aprox. - Venècia, 1804) fou un compositor italià.

## Biografia
Mestre de capella al Conservatorio degli incurabili a Venècia, la seva primera òpera, Adelaide, fou representada a Roma el 1743. Cocchi va ser el 1750 a Nàpols, on va obtenir l'èxit amb més obres. Va ser poc després que es trasllada a Venècia per prendre possessió del càrrec de mestre de capella. El 1757 viatja a Anglaterra, on va veure representades diverses obres, però en no ser capaç de gaudir de la seva música, es va dedicar, durant quinze anys a l'ensenyament del cant, que li permet acumular un patrimoni considerable. Publica a Londres també dues suites de peces per clavicèmbal, cantates i obertures. El 1773 va tornar a Venècia i va reprendre les seves funcions com a mestre de capella al Conservatori, morint en aquesta ciutat el 1804.

## Òperes
Entre parèntesis, el nom del llibretista, lloc i any de la primera representació.
- La Matilde (Antonio Palomba - Nàpols, Teatro de' Fiorentini, 1739)
- Adelaide (Antonio Salvi - Roma, Teatro Aliberti o delle Dame, 1743)
- L'Elisa (Antonio Palomba - Nàpols, Teatro de' Fiorentini, 1744)
- L'Irene (Domenico Canicà - Nàpols, Teatro de' Fiorentini, 1745)
- L'ipocondriaco risanato (Carlo Goldoni - Roma, Teatro Valle, 1746)
- Bajazette (Agostino Piovene - Roma, Teatro Aliberti o delle Dame, 1746)
- I due fratelli beffati (Eugenio Pigrugispano - Nàpols, Teatro Nuovo sopra Toledo, 1746)
- La maestra (Antonio Palomba - Nàpols, Teatro Nuovo sopra Toledo, 1747)
- Merope (Apostolo Zeno - Nàpols, Teatro San Carlo, 1748)
- Siface (Pietro Metastasio - Nàpols, Teatro San Carlo, 1749)
- Arminio (Antonio Salvi - Roma, Teatro di Torre Argentina, 1749)
- La serva bacchettona (Antonio Palomba - Nàpols, Teatro de' Fiorentini, 1749)
- La Gismonda (Antonio Palomba - Nàpols, Teatro de' Fiorentini, 1750)
- Bernardone (Antonio Palomba - Palerm, Teatro privato Valguarner, 1750)
- Siroe, re di Persia (Pietro Metastasio - Venècia, Teatro San Giovanni Grisostomo, 1750)
- La mascherata (Carlo Goldoni - Venècia, Teatro Tron di San Cassiano, 1751)
- Le donne vendicate (Carlo Goldoni - Venècia, Teatro Tron di San Cassiano, 1751)
- Nitocri (Apostolo Zeno - Torino, Teatro Regio, 1751)
- L'impostore (Barcelona, Teatre de la Santa Creu, 1751) amb Giuseppe Scarlatti
- Sesostri, re d'Egitto (Apostolo Zeno e Pietro Pariati - Nàpols, Teatro San Carlo, 1752)
- Il tutore (Vincenzo Puccinelli - Roma, Teatro Valle, 1752)
- Il finto cieco (Pietro Trinchera - Nàpols, Teatro Nuovo sopra Toledo, 1752) amb Pasquale Errichelli
- La serva astuta (Antonio Palomba da Carlo Goldoni - Nàpols, Teatro de' Fiorentini, 1753) con Pasquale Errichelli
- Semiramide riconosciuta (Pietro Metastasio - Venècia, Teatro Tron di San Cassiano, 1753)
- Rosmira fedele (Silvio Stampiglia - Venècia, Teatro Grimani di San Samuele, 1753)
- Il pazzo glorioso (Antonio Villani - Venècia, Teatro Tron di San Cassiano, 1753)
- Il finto turco (Antonio Palomba e Pasquale Errichelli - Nàpols, Teatro de' Fiorentini, 1753) amb Pasquale Errichelli
- Le nozze di Monsù Fagotto (Angelu Lunghi - Roma, Teatro Valle, 1754)
- Tamerlano (Agostino Piovene - Venècia, Teatro Grimani di San Samuele, 1754)
- Demofoonte (Pietro Metastasio - Venècia, Teatro Vendramin a San Salvatore, 1754)
- Li matti per amore (Gennaro Antonio Federico - Venècia, Teatro Grimani di San Samuele, 1754)
- Il terrazzano (Florència, Teatro del Cocomero, 1754)
- Il cavaliere errante (Agostino Medici - Ferrara, Teatro Bonacossi, 1755)
- Andromeda (Vittorio Amadeo Cigna-Santi - Torí, Teatro Regio, 1755)
- Artaserse (Pietro Metastasio - Reggio Emilia, Teatro Moderno, 1755)
- Zoe (Francesco Silvani - Venècia, Teatro San Benedetto, 1755)
- Emira (Milà, Regio Ducal Teatro, 1756)
- Farsetta in musica (Angelo Lunghi? - Bolonya, Teatro Marsigli-Rossi, 1757)
- Demetrio, re di Siria (Pietro Metastasio - Bolonya, Teatro Marsigli-Rossi, 1757)
- Attalo - Londres, King's Theatre, (1758)
- Zenobia (Pietro Metastasio - Bolonya, Teatro Marsigli-Rossi, 1758)
- Issipile (Pietro Metastasio - Bolonya, Teatro Marsigli-Rossi, 1758)
- Ciro riconosciuto (Pietro Metastasio - Bolonya, Teatro Marsigli-Rossi, 1759)
- La clemenza di Tito (Pietro Metastasio - Bolonya, Teatro Marsigli-Rossi, 1760)
- Erginda (da Matteo Noris - Bolonya, Teatro Marsigli-Rossi, 1760)
- Tito Manlio (Matteo Noris - Londres, King's Theatre, 1761)
- Alessandro nelle Indie (Pietro Metastasio - Londres, King's Theatre, 1761)
- Le nozze di Dorina (Carlo Goldoni - Londres, King's Theatre, 1762)
- La famiglia in scompiglio (Giovan Gualberto Bottarelli - Londres, King's Theatre, 1762)